# Новожилов Генріх Васильович
Генріх Васильович Новожилов (27 жовтня 1925, місто Москва, тепер Російська Федерація — 28 квітня 2019, місто Москва) — радянський діяч, авіаконструктор, генеральний конструктор ОКБ імені Ільюшина Московського машинобудівного заводу «Стріла» Міністерства авіаційної промисловості СРСР. Член ЦК КПРС у 1986—1991 роках. Депутат Верховної Ради СРСР 9—11-го скликань. Народний депутат СРСР (1989—1991). Двічі Герой Соціалістичної Праці (26.04.1971, 23.06.1981). Доктор технічних наук (1975), професор, член-кореспондент (з 1979) і дійсний член (з 1984) Академії наук СРСР (Російської академії наук).

## Життєпис
Народився в родині військових. З 1941 по серпень 1942 року разом з матір'ю перебував в евакуації в місті Пензі, де закінчив дев'ять класів. Повернувшись до Москви, працював на кафедрі фізики Московського авіаційного інституту (МАІ).
У 1943—1949 роках — студент літакобудівного факультету Московського авіаційного інституту.
З 1948 року — конструктор, з 1949 року — інженер-конструктор, провідний інженер особливого конструкторського бюро (ОКБ) С. Ільюшина.
Член ВКП(б) з 1951 року.
У 1956—1958 роках — секретар партійного комітету (парторг ЦК КПРС) Московського машинобудівного заводу «Стріла», з 1958 року — заступник головного конструктора Іл-18, з 1964 році — 1-й заступник генерального конструктора ОКБ Ільюшина Московського машинобудівного заводу «Стріла», керував організацією серійного виробництва Іл-62.
З 28 липня 1970 по 2005 рік — генеральний конструктор ОКБ імені С. Ільюшина Московського машинобудівного заводу «Стріла» Міністерства авіаційної промисловості СРСР. Творець проєктів важкого військово-транспортного літака Іл-76, пасажирського широкофюзеляжного літака Іл-96, двомоторного турбогвинтового літака Іл-114.
Указом Президії Верховної Ради СРСР («закритим») від 26 квітня 1971 року за видатні заслуги у виконанні п'ятирічного плану 1966—1970 років і створення нової техніки Новожилову Генріху Васильовичу присвоєно звання Героя Соціалістичної Праці з врученням ордена Леніна і золотої медалі «Серп і Молот». Указом Президії Верховної Ради СРСР («закритим») від 23 червня 1981 роки Новожилов Генріх Васильович нагороджений орденом Леніна і другою золотою медаллю «Серп і Молот».
З 2005 року — голова Ради директорів, головний радник генерального директора ПАТ «Авіаційний комплекс імені С. Ільюшина», почесний генеральний конструктор ПАТ «Авіаційний комплекс імені С. В. Ільюшина» в Москві.
Помер 28 квітня 2019 року. Похований на Федеральному військовому меморіальному кладовищі.

## Нагороди
- двічі Герой Соціалістичної Праці (26.04.1971; 23.06.1981)
- три ордени Леніна (2.10.1969; 26.04.1971; 23.06.1981)
- орден Жовтневої Революції (27.10.1975)
- орден Трудового Червоного Прапора (22.07.1966)
- орден «Знак Пошани» (12.07.1957)
- орден Дружби народів (29.12.1992)
- орден «За заслуги перед Вітчизною» І ст. (Російська Федерація) (29.01.2016)
- орден «За заслуги перед Вітчизною» ІІ ст. (Російська Федерація) (27.10.2000)
- орден «За заслуги перед Вітчизною» ІІІ ст. (Російська Федерація) (11.10.1995)
- медалі
- Ленінська премія (9.04.1970)
- Заслужений конструктор Російської Федерації (1.08.2005)